# Drosophila stigma
Drosophila stigma är en tvåvingeart som beskrevs av Elmo Hardy 1977. Drosophila stigma ingår i släktet Drosophila och familjen daggflugor.
Artens utbredningsområde är Hawaii.